# Xiling
Xiling (en chino, 西陵; pinyin, Xīlíng) es un distrito urbano bajo la administración directa de la ciudad-prefectura de Yichang. Se ubica al este de la provincia de Hubei, sur de la República Popular China. Su área es de 78km² y su población total para 2010 superó los 50 mil habitantes. 
Xiling es la Sede de gobierno, el centro económico, industrial y turístico de la ciudad-prefectura.

## Administración
Desde enero de 2025, el distrito Xiling se divide en 10 pueblos administrados en subdistritos.